# Wolfgang Glück
Pour les articles homonymes, voir Glück.
Wolfgang Glück est un réalisateur autrichien, également metteur en scène d’opéra et de théâtre, né le 29 septembre 1929 à Vienne, où il meurt le 13 décembre 2023.

## Biographie
Wolfgang Glück est né le 25 septembre 1929, dans une famille de la haute bourgeoisie viennoise. Son père est écrivain et travaille dans le milieu de l’édition. Il fréquente le groupe d’intellectuels de Karl Kraus ou Adolf Loos. La famille reste à Vienne pendant la Seconde Guerre mondiale, mais le père n’a plus de travail pour « raisons raciales ». 
Wolfgang obtient son diplôme, et poursuit des études littéraires et théâtrales à Zurich et à Vienne.
De 1948 à 1953, il est au Burghtheater de Vienne, sous l’égide de Berthold Viertel. Il y rencontre l’acteur Curd Jürgens et le metteur en scène Walter Felsenstein. Il fréquente aussi Fritz Kortner, à Munich. Il réussit ses études de comédien, et peut dès lors s’intéresser à la mise en scène, avec son premier travail : « Arsenal und alte Spitzen » en 1953 au Kellertheater de Vienne.
Il meurt à Vienne le 13 décembre 2023, âgé de 94 ans. 

## Filmographie
- 1957 : Le Pasteur de Saint-Michel (Der Pfarrer von St. Michael)
- 1958 : Les Poupées du vice (Gefährdete Mädchen)
- 1958 : Les Fausses hontes (Worüber man nicht spricht)
- 1959 : Pépées pour l'Orient (Das Nachtlokal zum Silbermond)
- 1959 : Des filles pour le mambo-bar (Mädchen für die Mambo-Bar)
- 1961 : Car la femme est faible (Denn das Weib ist schwach)
- 1972 : Der Graf von Luxemburg
- 1980 : Die kleine Figur meines Vaters
- 1986 : '38
- 1995 : Es war doch Liebe?